# Сан-Мамеде-де-Рибатуа
Сан-Мамеде-де-Рибатуа (порт. São Mamede de Ribatua)  —  район (фрегезия) в Португалии,  входит в округ Вила-Реал. Является составной частью муниципалитета  Алижо. По старому административному делению входил в провинцию Траз-уж-Монтиш и Алту-Дору. Входит в экономико-статистический  субрегион Доуру, который входит в Северный регион. Население составляет 905 человек на 2001 год. Занимает площадь 20,27 км².
Покровителем района считается Святой Мамеде (порт. São Mamede). 